# Far Cry 3: Blood Dragon
Far Cry 3: Blood Dragon is een first-person shooter action-adventure computerspel ontwikkeld door Ubisoft Montreal en Ubisoft Shanghai en uitgegeven door Ubisoft in Europa op 1 mei 2013 voor op Microsoft Windows, PlayStation 3 en de Xbox 360. Het spel is onderdeel van de Far Cry-computerspelserie en is een standalone uitbreiding van Far Cry 3. De gameplay is over het algemeen hetzelfde als dat van Far Cry 3, alleen zijn sommige dingen meer gestroomlijnd. Zo is het skillsysteem van Far Cry 3 zo veranderd dat er geen keuzes gemaakt hoeven worden. Tevens is de mogelijkheid om dingen zoals kogels en buidels te maken, verwijderd. Experience points heten in Far Cry 3 Cyber Points.

## Verhaal
Far Cry 3: Blood Dragon speelt zich af in een dystopie in 2007. De speler bestuurt sergeant Rex Power Colt, een vierde generatie cybercommando. Alle mensen en dieren zijn cyborgs. De wereld heeft net een nucleaire oorlog achter de rug tussen de Verenigde Staten en Rusland. Sergeant Colt is een supersoldaat die naar een onbekend eiland reist om de malafide kolonel Sloan te onderzoeken samen met een collega genaamd Spider. Wanneer ze Sloan tegenkomen doodt hij Spider en slaat Colt knock-out. Colt wordt wakker gemaakt door Sloan's assistent, Dr. Darling, die Sloan verraadt en Colt gaat helpen.
Na wetenschappers gered te hebben, vijanden gedood te hebben en basissen bevrijd te hebben vecht Colt met een andere assistent, Dr. Carlyle, die het bloed van Bloeddraken gebruikt om mensen te veranderen in zombie-achtige wezens. Colt gaat naar een parallelle dimensie waar hij legioenen van deze zombie-achtige wezens moet doden. Daar verkrijgt Colt de Killstar, een sterke laser die op de arm gemonteerd wordt, wat hem de kracht geeft om Sloan te verslaan.
Colt en Dr. Darling hebben seks, waarna Dr. Darling ontvoerd wordt door Sloan. Uit wraak confronteert Colt Sloan. Sloan heeft Colt geherprogrammeerd, waardoor Colt niet kan aanvallen. De herinneringen aan Dr. Darling en Spider zorgen er echter voor dat zijn menselijke kant naar boven komt waardoor Colt alsnog aan kan vallen. Hij spietst Sloan op zijn robothand, waarna hij de Killstar afvuurt. Dr. Darling komt direct daarna aanrennen en informeert Colt over zijn succes in het doden van Sloan, waarna ze de basis van Sloan vernietigen. Ze geven elkaar een knuffel terwijl ze naar de vernietiging kijken. Vlak daarna draait Dr. Darling haar hoofd en kijkt met een sinistere blik in de camera.